# VIC-20
VIC-20（德国市场称VC-20，日本市场称VIC-1001）是康懋达出品的8位入门级家用电脑。《Byte》杂志当时评价其为的「低价、高性能的消费者电脑」。